# Oltina (okręg Konstanca)
Oltina – wieś w Rumunii, w okręgu Konstanca, w gminie Oltina. W 2011 roku liczyła 1700 mieszkańców.